# Savoia (piroscafo)
Il Savoia è stato un piroscafo da carico italiano, violatore di blocco durante la seconda guerra mondiale. Dopo la cattura da parte britannica è stato utilizzato in guerra come Empire Arun e successivamente, sino a fine anni '60, come Granlake, Dryad, Shiranesan Maru e Dainichi Maru (venendo utilizzato come nave frigorifera per la conservazione di crostacei e frutti di mare a partire dal 1955).

## Storia
Costruito nel 1922 nello Stabilimento Tecnico Triestino di Trieste (numero di cantiere 736) per la Navigazione Libera Triestina, il Savoia era un piroscafo da carico di 5828 (poi ridotte a 5490) tonnellate di stazza lorda e 3630 (poi ridotte a 3417) tonnellate di stazza netta, iscritto con matricola 625 al Compartimento marittimo di Trieste (nel 1932 la matricola fu cambiata, diventando la n. 115 dello stesso Compartimento marittimo). La nave disponeva di stive frigorifere con una capacità di 660 metri cubi.
Nel 1937 il Savoia venne trasferito alla Società anonima di Navigazione Lloyd Triestino, con sede a Trieste, a seguito dell'assorbimento della Navigazione Libera Triestina in tale compagnia.
Alla data dell'entrata dell'Italia nella seconda guerra mondiale, il 10 giugno 1940, il Savoia si trovava a Chisimaio, nella colonia italiana della Somalia, dove stazionò inattivo per circa otto mesi.
Nel febbraio 1941, nell'imminenza della caduta della Somalia, il locale comando della Regia Marina ordinò la partenza delle navi mercantili ritenute in condizioni idonee ad affrontare la navigazione sino al Madagascar. Le navi avrebbero dovuto raggiungere il porto di Diego Suarez, controllato dalle forze della Francia di Vichy, dove sarebbero state al sicuro.
La sera del 10 febbraio 1941, pertanto, il Savoia lasciò Chisimaio così come il grosso piroscafo misto Leonardo Da Vinci, la pirocisterna Pensilvania, i piroscafi da carico Erminia Mazzella e Manon ed il piroscafo misto Adria, mentre in un secondo momento partirono anche il piroscafo misto Somalia e la motonave da carico Duca degli Abruzzi, uniche due unità a raggiungere Diego Suarez (secondo altre fonti tutte ed otto le navi partirono nella notte tra il 10 e l'11 febbraio 1941). Poco dopo aver raggiunto il mare aperto, tuttavia, tutte le navi del primo gruppo vennero intercettate e catturate, nonostante tentativi di sabotaggio da parte degli equipaggi, da incrociatori britannici inviati nella zona allo scopo (la «Forza T»). Gli equipaggi italiani vennero internati nei campi di prigionia di Kenya e Sudafrica.
Il Savoia, in particolare, venne avvistato e catturato dall'incrociatore pesante HMS Hawkins il giorno seguente alla partenza, l'11 febbraio, e venne pertanto condotto a Mombasa, in Kenya, ove giunse il 14 febbraio. Altre fonti collocano la cattura al 14 febbraio.
Dopo la cattura, il piroscafo, quale preda bellica, passò sotto il controllo del Ministry of War Transport, che nel 1942 lo ribattezzò Empire Arun e lo diede in gestione alla Union Castle Mail Steamship Company. Il mercantile fece poi parte di numerosi convogli.
Il 18 gennaio 1942 l'Empire Arun, con un carico di merci varie, lasciò Liverpool insieme al convoglio «OS 17» (50 mercantili, due dei quali affondati, e due navi scorta), giungendo a Freetown il 7 febbraio e proseguendo poi verso Sant'Elena, Città del Capo ed East London. Il 24 gennaio la nave giunse nel Firth of Clyde, che lasciò il 4 marzo insieme al convoglio «OS 21» (Liverpool-Freetown), giungendo a Freetown il 24 marzo 1942. Il 19 aprile 1942 il piroscafo lasciò Freetown, facendovi ritorno il giorno seguente; il 6 maggio la nave ripartì nuovamente da Freetown, salvo farvi ritorno tre giorni più tardi, assistita dal cacciatorpediniere HMS Wivern, e stazionarvi quindi sino agli inizi del 1943.
L'Empire Arun ripartì da Freetown il 29 gennaio 1943 insieme al convoglio «ST 54», giungendo a Takoradi il 4 febbraio, poi, il 13 febbraio, lasciò tale porto alla volta di Lagos, ove giunse il 15 febbraio; il 7 marzo la nave ripartì da Lagos ed il 26 dello stesso mese arrivò a Rio de Janeiro. Il 5 maggio l'unità lasciò il porto brasiliano, arrivando a Santos il giorno seguente, mentre il 10 maggio lasciò tale sorgitore per fare ritorno a Rio de Janeiro, dove arrivò l'indomani. Il 13 maggio la nave ripartì alla volta di Freetown, dove giunse il giorno 28, poi, il 30 maggio, l'Empire Arun lasciò anche il porto africano unitamente al convoglio «SL 130» (poi «SL 130 MK»), arrivando a Belfast Lough il 21 giugno e proseguendo lo stesso giorno verso Newport, dove arrivò il 22 giugno, insieme al convoglio «BB 303». Il 13 settembre il piroscafo salpò da Newport alla volta di Milford Haven (Pembrokeshire), dove giunse il 15 settembre, ripartendo l'indomani con il convoglio «OS 55 KM» e arrivando poi a Rio de Janeiro, dopo essersi separata dal convoglio, il 18 ottobre. Il 30 ottobre l'Empire Arun ripartì da Rio de Janeiro per Santos, ove giunse l'indomani e da dove ripartì il 6 novembre alla volta di Freetown, arrivandovi il 19 novembre. Il 22 o 23 novembre 1943 il piroscafo salpò da Freetown con il convoglio «SL 141» (formato da 57 navi), poi «SL 141 MK», giungendo a Liverpool il 17 o 18 dicembre con un carico di materiali vari e di merci stivate nelle stive frigorifere, diretto a Manchester.
Il 12 marzo 1944 il mercantile salpò da Liverpool con il convoglio «ONS 29», arrivando ad Halifax e proseguendo poi insieme al convoglio «XB 98» (Halifax-Boston), col quale arrivò nel canale di Cape Cod il 1º marzo; lo stesso giorno la nave proseguì alla volta di New York, giungendovi il 3 marzo. Il piroscafo ripartì da New York il 22 marzo, arrivando a Boston, ripartendo il 25 marzo insieme al convoglio «BX 101» e quindi arrivando ad Halifax il 27 marzo. Il 29 marzo 1944 l'Empire Arun lasciò Halifax con un carico di merci varie unitamente al convoglio «SC 156» (40 navi, due delle quali andarono perdute), giungendo a Liverpool il 13 o 14 aprile. L'unità ripartì da Liverpool il 26 aprile, insieme al convoglio «ON 234», arrivando a New York l'11 maggio e ripartendone il 2 giugno con il convoglio «HX 294», insieme al quale arrivò a Liverpool il 19 del mese. Il 2 luglio il piroscafo lasciò Liverpool, giungendo a Belfast Lough l'indomani e ripartendo subito con il convoglio «ON 243», unitamente al quale arrivò a New York il 18 luglio; la nave ripartì poi da New York l'11 agosto, insieme al convoglio «HX 303», giungendo a Loch Ewe, in Scozia, il 27 agosto e proseguendo poi con il convoglio «WN 626», con il quale giunse a Methil tre giorni più tardi. Lo stesso 30 agosto l'Empire Arun ripartì da Methil con il convoglio «FS 1560», giungendo il 1º settembre a Southend, da dove ripartì il giorno 25 dello stesso mese insieme al convoglio «FN 1491», col quale arrivò a Methil due giorni più tardi. Lo stesso 27 settembre il piroscafo lasciò Methil per Loch Ewe, dove giunse il 29 settembre, e successivamente si unì al convoglio «XB 129A», arrivando nel canale di Cape Cod il 15 ottobre; il giorno seguente la nave lasciò Boston per New York, arrivandovi il 17 ottobre, e ripartendo poi il 12 novembre per tornare a Boston, dove giunse il giorno seguente. Il 22 novembre l'Empire Arun lasciò Boston insieme al convoglio «BX 134» ed il 25 giunse ad Halifax. Il 2 dicembre 1944 la nave ripartì da Halifax con il convoglio «SC 162» (composto da 59 navi) ed arrivò a Liverpool il 17 dicembre, con un carico di acciaio e merci varie diretto a Manchester.
La nave ripartì da Liverpool il 29 gennaio 1945 insieme al convoglio «ONS 41» e poi all'«XB 146», col quale arrivò nel canale di Cape Cod il 22 febbraio; lo stesso giorno l'unità ripartì per New York, dove giunse l'indomani, e da dove ripartì il 4 marzo alla volta di Hampton Roads, arrivandovi il 18 dello stesso mese. Il 19 marzo il piroscafo ripartì da Hampton Roads per Boston, da dove poi, il 23 marzo, proseguì verso Halifax (con il convoglio «SC 171»), arrivandovi il 25 marzo e ripartendone il 27 dapprima insieme al convoglio «SC 171» e poi al «BTC 125», col quale arrivò a Southend il 14 aprile. Il 6 maggio l'Empire Arun ripartì da Southend insieme al convoglio «TBC 150», arrivando a Milford Haven tre giorni dopo e proseguendo il giorno stesso, con il convoglio «MH 108/2», per Belfast Lough, dove arrivò il 10 maggio; due giorni più tardi il mercantile ripartì da Belfast Lough con il convoglio «ONS 50», arrivando a Father Point (Columbia Britannica) il 29 maggio. L'unità ripartì da Montréal il 16 giugno, arrivando a Manchester il 1º luglio, poi si trasferì a Liverpool, da dove salpò il 20 luglio alla volta di Boston, arrivandovi il 2 agosto e ripartendo il giorno stesso per Filadelfia, dove giunse il 4 agosto. Ripartito da Filadelfia il 17 agosto 1945, l'Empire Arun giunse a Brest il 3 settembre, ripartendo l'11 alla volta di Cardiff, dove giunse l'indomani e da dove ripartì il 30 settembre per Hampton Roads, giungendovi il 14 ottobre. Il piroscafo lasciò tale porto il giorno successivo, giungendo a Savannah il 17 ottobre, poi, il 25 del mese, ripartì per il Firth of Clyde, dove arrivò l'11 novembre e da dove ripartì il 7 dicembre, giungendo infine a Liverpool l'8 dicembre 1945.
Nel 1947, conclusa la guerra, il piroscafo venne venduto alla Ormos Shipping Company di Londra, che lo ribattezzò Granlake. Più avanti, nel corso dello stesso anno, il mercantile venne rivenduto ai Fratelli Goulandris (Goulandris Bros), ditta greca ma con sede a Londra, mentre nel 1949 fu acquistato dalla Compañía Marítima del Este con sede a Panama e ribattezzato Dryad, venendo però utilizzato dai Goulandris Bros (Hellas) Ltd. Il 20 luglio 1951 il mercantile fu rivenduto alla Hikari Kisen KK di Tokyo, che lo ribattezzò Shiranesan Maru e nel 1953 lo rivendette alla Mitsi Kinkai Kisen KK, anch'essa con sede a Tokyo, che il 26 luglio 1955 lo rivendette a sua volta alla Hokuyo Suisan KK, parimenti di Tokyo. Quest'ultima compagnia utilizzò la Shiranesan Maru come nave officina frigorifera per la conservazione dei granchi. Nel 1962 il mercantile fu acquistato dalla Nichiro Gyogyo KK, anch'essa avente sede a Tokyo, che lo ribattezzò Dainichi Maru e lo impiegò come nave frigorifera per la conservazione dei frutti di mare.
Nel 1969 l'anziana nave venne infine venduta per la demolizione, arrivando al cantiere di demolizione di Utsumi-Machi il 9 agosto 1969.